# Walter Rudin
Walter Rudin (2 de mayo de 1921 - 20 de mayo de 2010) matemático estadounidense, la mayor parte de su carrera fue profesor de matemáticas en la Universidad de Wisconsin-Madison, es conocido por tres de sus libros sobre análisis matemático: Principios de Análisis Matemático, Análisis Real y Complejo, Análisis Funcional .
El primero fue escrito cuando Rudin era instructor de Moore en el MIT para el curso de análisis de licenciatura y es ampliamente utilizado como libro de texto para los cursos de pregrado en análisis.
Rudin nació en una familia judía en Austria en 1921. Huyeron a Francia después de la Anschluss en 1938. Cuando Francia se rindió a Alemania en 1940, Rudin huyó a Inglaterra y sirvió en la marina británica durante el resto de la guerra. Al acabar ésta, se fue a los Estados Unidos, y obtuvo su BA a partir de Universidad de Duke en Carolina del Norte en 1947, dos años más tarde obtuvo un doctorado en la misma institución. Después de ejercer como C.L.E. Moore instructor en MIT, enseñó brevemente en la Universidad de Rochester, antes de convertirse en un profesor de la Universidad de Wisconsin-Madison. Permaneció en la Universidad durante 32 años. 
Sus intereses de investigación se extendieron desde Análisis armónico al análisis complejo. Recibió un grado honorario en la Universidad de Viena en 2006. 
En 1953 se casó con una colega ,residiendo en Madison, Wisconsin. Tuvieron cuatro hijos.
Rudin murió el 20 de mayo de 2010, a causa de la enfermedad de Parkinson.